# Francisco Baonza
Francisco Baonza García, né le 5 avril 1889 à Madrid et mort le 20 avril 1959 à Barcelone, est un footballeur et athlète espagnol des années 1910. Il devient par la suite arbitre de football.

## Biographie
Francisco Baonza joue avec la Gimnástica de Madrid de 1909 à 1913, club avec lequel il joue la finale de la Coupe d'Espagne en 1912.
En 1913, il rejoint l'Espanyol de Barcelone pendant quelques mois. La même année, il est recruté par le FC Barcelone où il reste jusqu'à la fin de sa carrière sportive en 1919. Avec le Barça, il remporte deux fois le championnat de Catalogne, en 1916 et en 1919.
Il est également un athlète accompli, spécialiste du saut à la perche.
Il devient ensuite arbitre de football.

## Palmarès
Avec la Gimnástica de Madrid :
- Finaliste de la Coupe d'Espagne en 1912

Avec le FC Barcelone :
- Champion de Catalogne en 1916 et 1919